# Nikolaus Gerhaert
Nikolaus Gerhaert (Leyden, ca. 1420 – Wiener Neustadt, 28 de juny de 1473) fou un escultor del Gòtic tardà o Renaixement inicial, del qual se'n saben poques dades, a banda de la seva obra, en gran part perduda. El seu origen era holandès, tot i que la major part de la seva tasca es va desenvolupar a l'Europa Central germànica (Trèveris, Estrasburg, Baden, Constança i Viena). Hom el considera l'escultor més influent del nord d'Europa del segle XV (Renaixement nòrdic). El seu estil es va caracteritzar per vestidures elaborades i un realisme vívid i poc convencional. Es va especialitzar en sepulcres i retaules. Els materials més empleats van ser l'arenisca i la calcària; únicament se li atribueixen vuit talles en fusta.
La seva obra més famosa, conservada en el Musée de l'Œuvre Notre-Dame d'Estrasburg, rep la denominació francesa de Buste d'homme accoudé ("bust d'home recolzat", meditant, ca. 1467), i presumiblement és el seu autoretrat.

La seva influència es reconeix en l'obra d'escultors posteriors, com ara Erasmus Grasser i Niklaus von Hagenau.

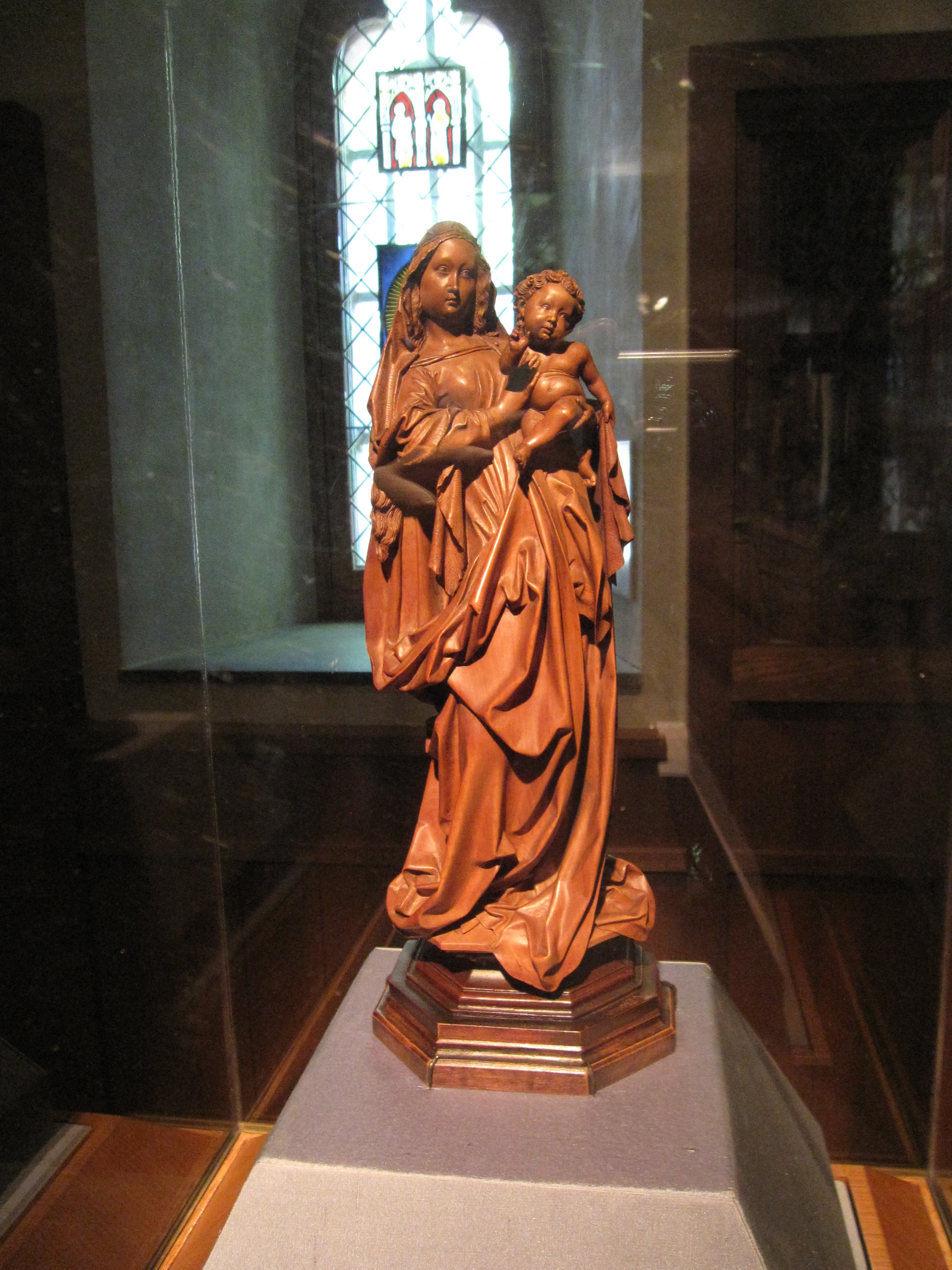
Mare de Déu amb el Nen.
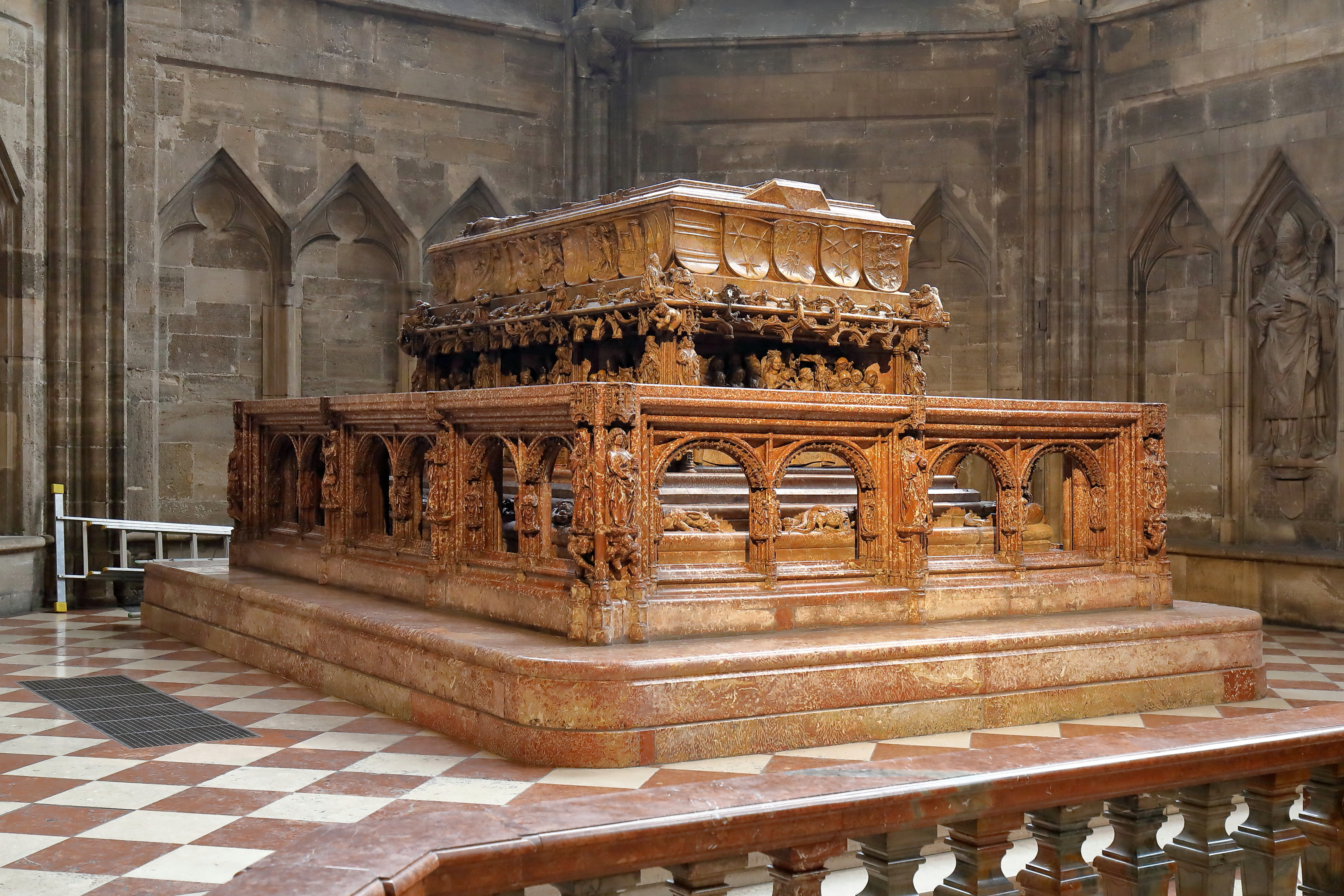
Sepulcre de l'emperador Frederic III d'Habsburg a la Catedral de Viena.
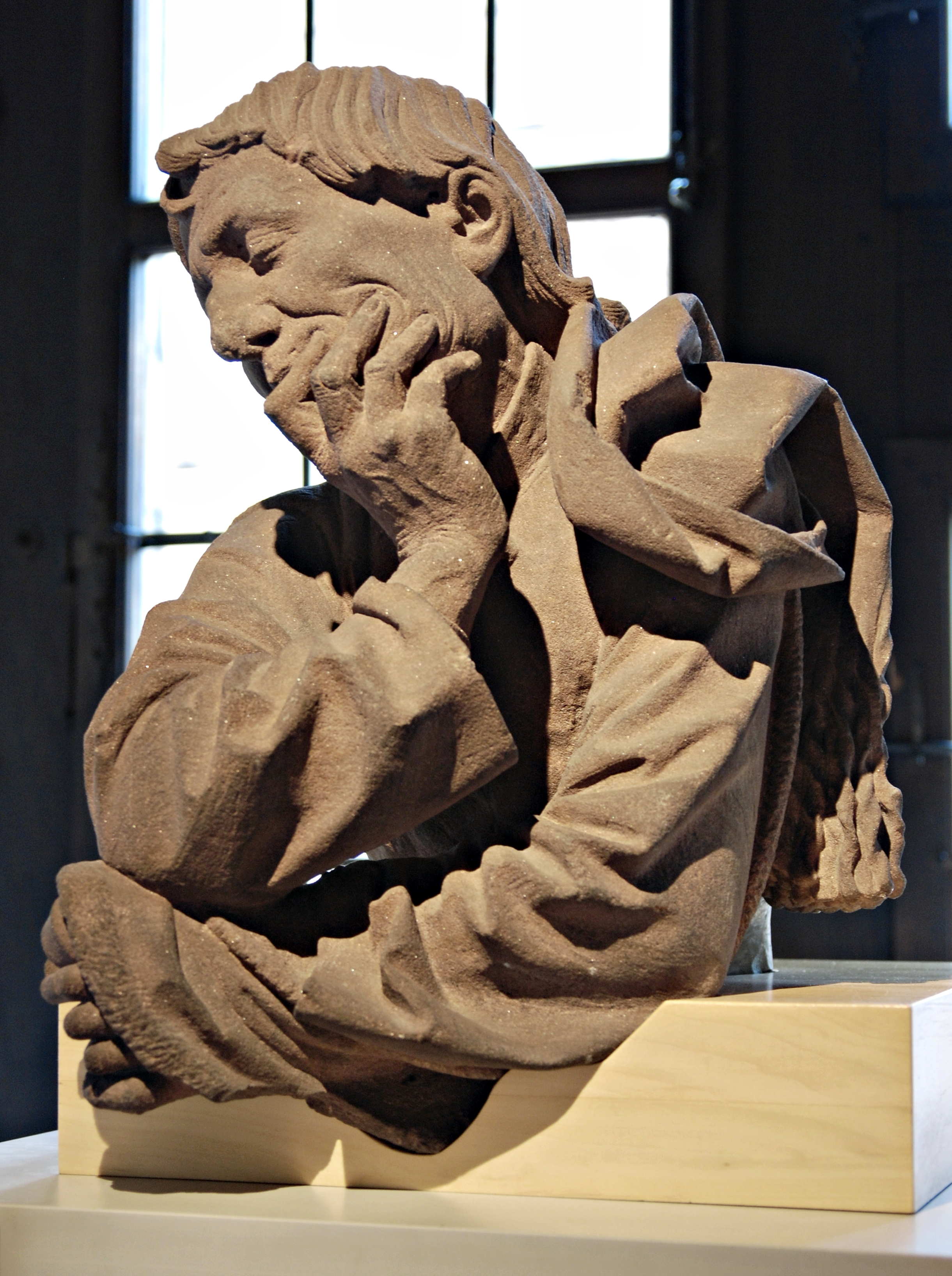
Buste d'homme accoudé